# Constant Brück
Constant Jean Nils August Brück, född den 18 december 1902 i Norrköping, död den 30 april 1990 i Stockholm, var en svensk läkare. Han var bror till Sture Brück och far till Connie Brück.
Brück avlade studentexamen i Stockholm 1921, medicine kandidatexamen 1926 och medicine licentiatexamen 1931. Han promoverades till medicine doktor 1942. Brück var assistent och laborator vid statens bakteriologiska laboratorium 1931–1943, underläkare vid Eira och Sankt Görans sjukhus 1934–1940. Han var marinläkare 1936–1944, i reserven 1944–1957. Brück var docent i dermatologi och venereologi vid Karolinska institutet 1945–1969. Han var överläkare vid Sankt Görans sjukhus hudklinik och Finsenhemmet 1949–1969 (tillförordnad 1946).Brück publicerade skrifter särskilt i bakteriologi, dermatologi och venereologi. Han blev riddare av Nordstjärneorden 1961. Brück vilar på Norra begravningsplatsen utanför Stockholm.